# Assane Ndoye
Assane Ndoye, né le 16 août 1996 à Nogent-sur-Marne (Val-de-Marne), est un joueur français de basket-ball. Mesurant 2,04 m, il évolue au poste d'ailier.

## Biographie

### Chalon-sur-Saône (2011-jan. 2017)
Il est arrivé au centre de formation de Chalon-sur-Saône en 2011. Il effectue deux matchs en Pro A lors de la saison 2015-2016 (0 point), il joue 7 matchs en Pro A lors de la saison 2016-2017 (0,7 point par matchs) et également 8 matchs en Coupe d'Europe FIBA 2016-2017 (0,6 point par matchs).

### Prêt à l'ADA Blois Basket 41 (jan. 2017-2018)
Il est prêté fin janvier 2017 à l'ADA Blois Basket 41 qui évolue en Pro B.
Le 21 juin 2017, il reste à Blois pour la saison 2017-2018.

### Retour à Chalon-sur-Saône (2018-2021)
Le 19 mai 2018, il revient à Chalon-sur-Saône avec qui il signe un contrat de trois ans.

### CSP Limoges (2021-2022)
Le 2 septembre 2021, il fait des essais avec le CSP Limoges. À la fin du mois, il est conservé par le club.

## Clubs
- 2011 - janvier 2017 :  Chalon-sur-Saône (Cadets puis Espoirs puis Pro A)
- janvier 2017-2018 :  Blois (Pro B)
- 2018-2021 :  Chalon-sur-Saône (Pro A - Jeep Elite)
- 2021-2022 :  Limoges CSP (Betclic Elite)
- depuis 2022 :  Nantes Basket Hermine (Pro B)

## Palmarès

### En club
- Champion de France espoirs en 2013.
- Trophée du Futur espoirs en 2013.
- Champion de France de Pro B en 2018 (ADA Blois Basket 41)